# 2014년 한국프로야구 올스타전
2014년 한국프로야구 올스타전은 2014년 7월 18일 광주기아챔피언스필드에서 개최되는 한국프로야구의 올스타전 시합이다. 지난해에 이어서 퓨처스리그 올스타전과 1군 올스타전이 연일제로 치러졌다. 이와 함께 이번 올스타전을 통하여 박찬호선수의 공식 은퇴식도 진행되었다. 이번 올스타전은 이스턴 리그(동군)와 웨스턴 리그 (서군)이라는 명칭으로 나뉘어서 진행되는 마지막 올스타전이며, 2015년부터는 새로운 명칭으로 나뉘어서 진행될 예정이다. 결과는 홈런 5방을 몰아친 웨스턴리그가 13:2로 대승을 거두었다.

## 변경사항
종전 팬투표만으로 선발 했던 올스타전 Best 11투표를 올해부터는 팬투표외에 선수단이 직접 뽑는 선수단 투표가 추가되어 팬 투표 70%, 선수단 투표 30%로 반영된다.

## 출장 선수
올스타전에 출전하는 선수는 다음과 같으며, 이 가운데 굵은 글씨로 표시된 선수는 팬 투표에 의해 선정된 선수이며, 나머지 선수는 모두 감독 추천에 의해 선발된 선수들이다.
| 이스턴 리그 | 이스턴 리그    | 이스턴 리그    | 이스턴 리그    | 이스턴 리그               | 웨스턴 리그 | 웨스턴 리그  | 웨스턴 리그   | 웨스턴 리그   | 웨스턴 리그              |
| ----------- | -------------- | -------------- | -------------- | ------------------------- | ----------- | ------------ | ------------- | ------------- | ------------------------ |
| 감독        | 류중일 (삼성)  | 류중일 (삼성)  | 류중일 (삼성)  | 류중일 (삼성)             | 감독        | 양상문 (LG)  | 양상문 (LG)   | 양상문 (LG)   | 양상문 (LG)              |
| 코치        | 송일수(두산)   | 김시진(롯데)   | 이만수(SK)     |                           | 코치        | 염경엽(넥센) | 김경문(NC)    | 선동열(KIA)   | 김응용(한화)             |
| 투수        | 김광현(SK)     | 김광현(SK)     | 임창용(삼성)   | 임창용(삼성)              | 투수        | 양현종(KIA)  | 양현종(KIA)   | 봉중근(LG)    | 봉중근(LG)               |
| 투수        | 차우찬(삼성)   | 안지만(삼성)   | 장원준(롯데)   | 김승회(롯데)              | 투수        | 이동현(LG)   | 밴헤켄(넥센)  | 한현희 (넥센) | 어센시오(KIA)            |
| 투수        | 박정배(SK)     | 채병용(SK)     |                |                           | 투수        | 김진성(NC)   | 이태양 (한화) |               |                          |
| 포수        | 이재원(SK)     | 이재원(SK)     | 강민호(롯데)   | 양의지(두산)              | 포수        | 김태군(NC)   | 김태군(NC)    | 최경철(LG)    | 허도환(넥센)             |
| 1루수       | 칸투(두산)     | 칸투(두산)     | 칸투(두산)     | 김재호(두산) 황재균(롯데) | 1루수       | 박병호(넥센) | 박병호(넥센)  | 박병호(넥센)  | 안치홍(KIA) 김태균(한화) |
| 2루수       | 오재원(두산)   | 오재원(두산)   | 오재원(두산)   | 김재호(두산) 황재균(롯데) | 2루수       | 서건창(넥센) | 서건창(넥센)  | 서건창(넥센)  | 안치홍(KIA) 김태균(한화) |
| 3루수       | 박석민(삼성)   | 박석민(삼성)   | 박석민(삼성)   | 김재호(두산) 황재균(롯데) | 3루수       | 모창민(NC)   | 모창민(NC)    | 모창민(NC)    | 안치홍(KIA) 김태균(한화) |
| 유격수      | 김상수(삼성)   | 김상수(삼성)   | 김상수(삼성)   | 김재호(두산) 황재균(롯데) | 유격수      | 강정호(넥센) | 강정호(넥센)  | 강정호(넥센)  | 안치홍(KIA) 김태균(한화) |
| 외야수      | 김현수(두산)   | 김현수(두산)   | 김현수(두산)   | 박해민(삼성) 김강민(SK)   | 외야수      | 나성범(NC)   | 나성범(NC)    | 나성범(NC)    | 이병규(LG) 이대형(KIA)   |
| 외야수      | 민병헌(두산)   | 민병헌(두산)   | 민병헌(두산)   | 박해민(삼성) 김강민(SK)   | 외야수      | 이종욱(NC)   | 이종욱(NC)    | 이종욱(NC)    | 이병규(LG) 이대형(KIA)   |
| 외야수      | 손아섭(롯데)   | 손아섭(롯데)   | 손아섭(롯데)   | 박해민(삼성) 김강민(SK)   | 외야수      | 피에(한화)   | 피에(한화)    | 피에(한화)    | 이병규(LG) 이대형(KIA)   |
| 지명        | 히메네스(롯데) | 히메네스(롯데) | 히메네스(롯데) | 히메네스(롯데)            | 지명        | 나지완(KIA)  | 나지완(KIA)   | 나지완(KIA)   | 나지완(KIA)              |

## 올스타전 유니폼
이번 올스타전 유니폼은 FSSNL에서 제작했으며 이스턴 리그는 흰색을 착용하며, 웨스턴 리그는 남색을 착용한다. 유니폼(상의)은 올스타전에 참가하는 선수단이 사인회, 홈런 레이스 등 주요 행사에서 착용하는 유니폼과 동일한 제품으로 땀 배출 및 통기성이 우수한 '에어로 쿨 매쉬' 기능성 소재로 제작되었다.
https://web.archive.org/web/20140714115705/http://imgnews.naver.net/image/111/2014/07/01/14042064617_1_182238_99_20140701183603.jpg

## 홈런레이스
2014 프로야구 올스타전 홈런레이스는 7월 18일 퓨처스 올스타전이 종료된 후 거행될 예정이다. 올해 올스타전 홈런 레이스는 예선을 치러 예선 1~2위가 결승전을 치르게 되며 예선은 7아웃제 결승전은 10아웃제로 진행된다.
또한 이번 홈런 레이스는 사회공헌사업의 하나로 예선부터 결승까지 참가 선수들이 친 홈런 1개당 50만원씩 기부금이 적립된다. 적립금은 대한적십자사가 진행하고 았는 희망풍차 후원 아동들에게 전달될 예정이다. 우승 선수에게는 상금 3백만원과 트로피, 부상으로는 G마켓에서 후원하는 최신 노트북을 주어진다. 준우승 선수에게는 상금 1백만원과 트로피가 수여된다. 또한 최장거리 홈런을 기록한 선수에게도 최신 스마트폰이 증정된다.
출전자 명단
- 이스턴 리그 : 양의지[4], 김현수, 이재원, 루이스 히메네스
- 웨스턴 리그 : 박병호, 강정호, 나성범, 나지완

우승 / 준우승자 / 최다거리 수상자
- 우승 : 김현수(최종전 : 14홈런 / 예선 : 6홈런)
- 준우승 : 이재원(최종전 : 8홈런 / 예선 : 6홈런)
- 최다거리 : 김현수

적립기금
- 2300만원정

## 번트 왕
- 상금 : 우승 200만원정 / 준우승 100만원정

- 우승 : 롯데 손아섭(13점)
- 준우승 : LG 최경철(12점)

## 퍼펙트 피쳐
- 출전 선수 : KIA 양현종, 삼성 안지만, LG 이동현, 한화 이태양, SK 박정배, 롯데 장원준
- 상금 : 200만원정

- 우승자 : LG 이동현(8점)
- 2위 : 삼성 안지만(7점)
- 3위 : SK 박정배(5점)
- 3위 : KIA 양현종(5점)

## 시합 결과
| 팀 | 1 | 2 | 3 | 4 | 5 | 6 | 7 | 8 | 9 | R  | H  | E |
| 웨스턴 리그 | 0 | 3 | 3 | 3 | 3 | 0 | 0 | 1 | 0 | 13 | 18 | 0 |
| 이스턴 리그 | 0 | 0 | 0 | 0 | 0 | 0 | 1 | 0 | 1 | 2  | 6  | 1 |
| 승리 투수: 양현종 패전 투수: 김광현 홈런: 웨스턴 – 강정호(김광현 상대로 2회 2점), 모창민(김광현 상대로 2회 1점), 박병호(채병용 상대로 3회 3점, 안지만 상대로 8회 1점), 나지완(박정배 상대로 5회 3점) 이스턴 – 칸투(봉중근 상대로 9회 1점) |   |   |   |   |   |   |   |   |   |    |    |   |

- 시구자 : 광주 빛고을 어린이 다문화 합창단
- 시구자 : 박찬호 (한화 이글스 은퇴선수)

웨스턴리그에서는 선발 투수부분 팬투표 1위 양현종, 이스턴리그에서는 선발 투수부분 팬투표 1위 김광현이 각각 선발등판하였다.
1회 양팀 선발은 무실점으로 막아냈으나 2회초 웨스턴리그가 박병호 선수의 2루타후 강정호 선수의 중월 투런 홈런(비거리 125m)를 작렬시키며 기선을 제압했다. 뒤이어 2사 주자 없는 상황에서 모창민이 좌중간에 아치를 그려내며(비거리 125m) 2회에만 홈런 두방으로 이스턴 선발 김광현을 무너트렸다. 또한, 3회초 웨스턴리그는 서건창과 이종욱의 연속안타와 나성범의 우익수 뜬공 때 손아섭의 송구실책이 나오며 1사 2-3루 상황에서 박병호가 좌월 3점 홈런(비거리 120m)를 작렬시켜 더 달아났다.
4회초에도 웨스턴의 방망이는 식지 않았다. 장원준을 상대로 나지완 - 모창민 - 김태군의 연속 3안타로 2점을 뽑아냈고 1사 3루에서 이종욱이 적시타를 때려내며 점수차를 더 벌려나갔다.
5회초에는 강정호와 피에의 연속 안타후 나지완이 3점짜리 홈런을 기록(비거리 125m)를 기록하였다.
반면 이스턴리그는 5회 두산 김현수가 중견수 옆으로 빠지는 2루타가 첫 안타가 나올때까지 4회까지 웨스턴 투수들에 눌렸고 6회까지 단 1안타에 몰리다 7회말 3안타를 날렸다. 2사3루에서 롯데 황재균의 적시타로 한 점을 뽑는데 그쳤으며 칸투가 9회 솔로 홈런을 쳐냈으나 이미 승부는 웨스턴 쪽으로 완전히 기울어졌다.
이스턴 리그는 선발 김광현이 2이닝 3실점을 기록했고 이후 채병용, 장원준, 박정배가 모두 1이닝 3실점을 기록했다. 차우찬과 김승회는 각각 1이닝 무실점, 안지만은 1이닝 1실점, 임창용은 1이닝 무실점으로 경기를 마쳤다.
웨스턴 리그는 선발 양현종이 2이닝 무안타 무실점을 기록했고 LG 이동현, 넥센 밴 헤켄과 한현희, NC 김진성이 각각 1이닝 무실점으로 막았으며, 밴 헤켄과 김진성은 2삼진씩을 기록하였다. 한화 이태양이 7회말 3안타를 맞고 1실점했다. KIA 하이로 어센시오는 1이닝 무실점 LG 봉중근이 1이닝 1실점으로 막아내며 경기를 매조지었다.

## TV 중계
- SBS 스포츠 (주관 방송사)
- KBS N 스포츠
- MBC 스포츠+
- XTM

## 2014년 퓨처스 올스타전
2014년 한국프로야구 퓨처스 올스타전 7월 18일 광주기아챔피언스필드에서 열리는 퓨처스리그 올스타전 시합으로 8번째로 거행되는 퓨처스리그 올스타전 시합이다. 당초 7월 17일에 개최하려고 했으나 우천순연되면서 7월 18일 낮 12시에 거행했으나, 경기 노게임 선언되었다.

### 출전선수
| 팀                                                                                                | 선수 명단 |
| 북부리그 - 경찰 야구단 - 화성 히어로즈 - LG 트윈스 - 두산 베어스 - SK 와이번스 - kt 위즈          | - 감독 - 유승안(경찰) - 코치 - 김성갑(화성), 박경완(SK), 조계현(LG), 황병일(두산), 조범현(kt) - 투수 - 임기준(경찰), 박상원(경찰), 허건엽(SK), 이상백(SK), 송윤준(LG), 강동연(두산), 윤영삼(화성), 박세웅(kt), 강혜성(KT) - 포수 - 한승택(경찰), 장승현(두산), 이해창(화성) - 내야수 - 박인성(SK),김영관 (LG), 양원혁(LG), 홍재용(두산), 임동휘(화성), 문상철(kt) - 외야수 - 김진솔(경찰), 배병옥(LG), 이성곤(두산), 김광영(화성), 신용승(kt) - 지명타자 - 김도현(SK)              |
| 남부리그 - 상무 피닉스 - 롯데 자이언츠 - 삼성 라이온즈 - KIA 타이거즈 - 한화 이글스 - NC 다이노스 | - 감독 - 박치왕(상무) - 코치 - 장태수(삼성), 정인교(롯데), 한문연(NC), 김용달(KIA), 이정훈(한화) - 투수 - 정영일(상무), 이현동(삼성), 김희원(NC), 송주은(롯데), 고영창(KIA), 임기영(한화), 황영국(한화) - 포수 - 박세혁(상무), 김준태(롯데) - 내야수 - 구자욱(상무), 김재현(삼성), 정현(삼성), 강민국(NC), 이창진(롯데), 황수원(KIA), 최원준(KIA), 이창열(한화) - 외야수 - 강구성(상무), 박찬도(삼성), 박으뜸(NC), 백민기(롯데), 박찬(KIA), 송주호(한화) - 지명타자 - 김상호(상무) |

교체된 선수
오는 7월 17일(목) 오후 5시 광주기아챔피언스필드에서 열리는 퓨처스 올스타전의 참가선수 중 일부가 아래와 같이 변경되었습니다.
| 구단 | 교체 전 선수 | 위치   | 구단 | 교체 후 선수 | 위치   |
| ---- | ------------ | ------ | ---- | ------------ | ------ |
| 삼성 | 김재현       | 내야수 | 삼성 | 이현동       | 투수   |
| 상무 | 강구성       | 외야수 | 상무 | 박세혁       | 포수   |
| 롯데 | 김사훈       | 포수   | 롯데 | 김준태       | 포수   |
| NC   | 김태우       | 포수   | NC   | 유영준       | 내야수 |
| 한화 | 이창열       | 내야수 | 한화 | 조영우       | 투수   |
| LG   | 황목치승     | 내야수 | LG   | 김영관       | 내야수 |
| SK   | 허건엽       | 투수   | SK   | 이승진       | 투수   |

### 시합 결과
2회말 종료 후 폭우로 인해 노게임 선언.